# Thiago Elias do Nascimento Silva
Thiago Elias do Nascimento Silva còn được biết với tên Thiago (sinh ngày 9 tháng 6 năm 1987) là một cầu thủ bóng đá người Brasil thi đấu cho Samut Sakhon ở Thai League 3.